# Ashland (Illinois)
Ashland és una població dels Estats Units a l'estat d'Illinois. Segons el cens del 2000 tenia 1.361 habitants.

## Demografia
Segons el cens del 2000, Ashland tenia 1.361 habitants, 546 habitatges, i 386 famílies. La densitat de població era de 710,1 habitants/km².
Dels 546 habitatges en un 32,8% hi vivien nens de menys de 18 anys, en un 58,2% hi vivien parelles casades, en un 8,8% dones solteres, i en un 29,3% no eren unitats familiars. En el 25,1% dels habitatges hi vivien persones soles el 12,3% de les quals corresponia a persones de 65 anys o més que vivien soles. El nombre mitjà de persones vivint en cada habitatge era de 2,49 i el nombre mitjà de persones que vivien en cada família era de 2,97.
Per edats la població es repartia de la següent manera: un 26,5% tenia menys de 18 anys, un 6,7% entre 18 i 24, un 29,2% entre 25 i 44, un 24,3% de 45 a 60 i un 13,2% 65 anys o més.
L'edat mediana era de 37 anys. Per cada 100 dones de 18 o més anys hi havia 89,4 homes.
La renda mediana per habitatge era de 43.125 $ i la renda mediana per família de 50.227 $. Els homes tenien una renda mediana de 31.086 $ mentre que les dones 25.150 $. La renda per capita de la població era de 20.090 $. Aproximadament el 5,1% de les famílies i el 6,3% de la població estaven per davall del llindar de pobresa.

## Poblacions més properes
El següent diagrama mostra les poblacions més properes.